# James Richardson (explorador)
James Richardson (Boston, 3 de noviembre de 1809 - Ngurutua cerca de Kukawa, 4 de marzo de 1851), fue un viajero inglés recordado por sus exploraciones en el Sáhara.

## Biografía

### Formación
Richardson fue educado para el ministerio evangélico. Su formación temprana y su temperamento emprendedor le llevaron a desear propagar el cristianismo y suprimir la trata de esclavos en África. Se adhirió a la Sociedad Británica Antiesclavitud y, bajo sus auspicios, viajó a Malta, donde participó en la edición de un periódico y también se dedicó al estudio de la lengua árabe y de la geografía, con miras a una exploración sistemática del continente africano.

### Primer viaje a África
Richardson realizó una primera expedición en 1845, que partió desde Túnez y Trípolihasta Gadamés y Ghat, en medio del desierto del Sáhara. En ese viaje recogió información sobre los tuareg y regresó a Trípoli nueve meses después. 
Al volver a Inglaterra, Richardson publicó en 1949 su relato del viaje, llamado Travels into the great desert of Sahara [Viajes al gran desierto del Sáhara], en dos tomos.

### Segundo viaje a África
El gobierno británico, para abrir las relaciones comerciales con los países del África central y el oeste de Sudán, organizó una expedición para la que fue seleccionado Richardson, que estaba patrocinado por la Sociedad Antiesclavista de Londres, la cual intentaba combatir la trata de esclavos en África con la introducción del comercio libre.
Robert Wilhelm Bunsen, embajador prusiano en Londres, alentó a que al grupo se incorporasen estudiosos y científicos, entre ellos el geógrafo Heinrich Barth y el geólogo y astrónomo Adolf Overweg. La partida dejó Marsella a finales de 1849, llegaron a Trípoli, partiendo hacia el sur en marzo de 1850, y cruzaron el desierto del Sahara con gran dificultad. La ruta de la expedición, bien equipada, pasó primero por Murzuk y Ghat, y por el altiplano desértico de Tassili n'Ajjer, hasta las montañas de Air y finalmente por Damergou. El arduo viaje resultó ensombrecido por numerosos robos.
Los mapas de las zonas que Richardson llevaba consigo resultaron incorrectos y, en última instancia, inutilizables. Overweg utilizó sus conocimientos astronómicos para determinar la longitud y latitud de lugares y puntos de referencia, lo que permitió trazar nuevos mapas más precisos. Durante el viaje se produjeron repetidos enfrentamientos entre Richardson y Barth.
En marzo de 1850 intentaron llegar a acuerdos comerciales que planteaban cesar el comercio de esclavos a cambio de recibir productos europeos, pero los bereberes no los aceptaron, pues estaban convencidos de que los prejuicios que les causaría la supresión de la trata de esclavos no se compensarían con el comercio de mercancías europeas.
La caravana siguió su camino y cruzó el desierto del Teneré. Los exploradores iban protegidos por los tuaregs, pero de todas formas sufrieron algunos ataques. Visitaron Agadez, ciudad de Níger en el límite del Sáhara con la región sudanesa, y se unieron a una caravana que volvía de las salinas de Bilma y se dirigía a los mercados del Sudán. En enero de 1851, los tres exploradores se separaron en Taguelel, con la idea de volver a reunirse en Kukawa. Richardson se estableció como médico en esta ciudad y murió, en marzo de 1851, de una enfermedad desconocida en Ngurutua, a seis días de distancia de Kukawa.
Sus notas de viaje y diarios fueron publicados por Bayle Saint John como Narrative of a Mission to Central Africa [Narrativa de una misión en África Central, 1853)y Travels in Morocco [Viajes a Marruecos, 1859].